# Emanuil Tsuderos
Emanuil Tsuderos (gr. Εμμανουήλ Τσουδερός; ur. 19 lipca 1882 w Retimno, zm. 10 lutego 1956 w Nervi) – grecki polityk, premier Grecji w latach 1941-1944 (rząd na uchodźstwie), minister finansów (1924).

## Życiorys
Był synem lekarza Ioanisa Tsuderosa. W 1903 ukończył studia prawnicze na uniwersytecie ateńskim, a następnie nauki ekonomiczne w Paryżu i w Londynie. W 1906 po raz pierwszy uzyskał mandat deputowanego do parlamentu Krety, a od 1913 zasiadał w parlamencie greckim. W tym czasie był związany z Partią Liberalną. W 1919 był w składzie delegacji greckiej na konferencji pokojowej w Paryżu.
W 1924 po raz pierwszy objął stanowisko ministerialne kierując resortem transportu w gabinecie Wenizelosa, w tym samym roku objął kierownictwo resortu finansów. Od 1925 pełnił funkcję wiceprezesa Banku Narodowego. W 1931 objął kierownictwo nowej centralnej instytucji finansowej - Banku Grecji. W 1939 został odwołany z tego stanowiska.
21 kwietnia 1941, kiedy wojska niemieckie zajęły większość Grecji, król Jerzy II powierzył Tsuderosowi misję tworzenia nowego rządu. Dwa dni później rząd przeniósł się na Kretę, w stamtąd do Kairu. Tsuderos kierował rządem na uchodźstwie do roku 1944. W marcu 1944 Polityczny Komitet Wyzwolenia Narodowego, aspirujący do przejęcia władzy nad Grecjaą zażądał dymisji rządu Tsuderosa i utworzenia rządu jedności narodowej. Po dymisji ze stanowiska premiera, Tsuderos zachował stanowisko ministra koordynatora w rządzie Sofulisa. Od października 1946 kierował Demokratyczną Partią Postępową. W latach 1952-1955 zasiadał w rządzie Papagosa jako minister bez teki. Zmarł w czasie wypoczynku we Włoszech.
Był żonaty i miał troje dzieci: